# 異地新聞監督
異地新聞監督，又稱新聞異地監督，簡稱異地監督，是中國社會所獨有的舆论监督。意即某地区所发生的敏感事件不會被當地或相關领域的媒体主动进行报導，而是外埠媒体凭借其相对超脱的地位和视角开展报導，从而令事件进入公众视野。中共中央办公厅曾就新闻舆论工作发出文件，明确新闻媒体必须坚持正确的舆论导向，媒体不许搞异地批评报導。但此禁令未得落實，「它無非是地方官員的自保行為。」而由於媒體在地方制約之下從屬於政權，又相互爭奪評判權；再加上逐漸覺醒的各種公民意識，提供這種型式新聞的新機遇，民眾對此已形成心理期待。